# Glyphomerus stigma
Glyphomerus stigma är en stekelart som först beskrevs av Fabricius 1793.  Glyphomerus stigma ingår i släktet Glyphomerus och familjen gallglanssteklar. Arten är reproducerande i Sverige. Inga underarter finns listade i Catalogue of Life.